# Legia Akademicka
Legia Akademicka (LA) – ochotnicza formacja wojskowa utworzona 11 listopada 1918 roku z młodzieży studenckiej uczelni warszawskich, w większości członków POW, 26 listopada 1918 roku przeformowana w regularny oddział piechoty, który 3 grudnia 1918 roku otrzymał nazwę 36 Pułk Piechoty, powołana do życia powtórnie w 1929 roku, jako organizacja przysposobienia wojskowego słuchaczy szkół wyższych w Polsce, rozwiązana w sierpniu 1932 i ponownie reaktywowana w 1937 roku.

## Początki
Powstała 12 grudnia 1918 roku. Tworzyła ją młodzież, która wstąpiła do niej w ramach poboru lub ochotniczego zaciągu. Decyzja o utworzeniu Legii została podjęta 6 listopada 1918 podczas wiecu akademickiego na Politechnice Warszawskiej. Zgodę na wstępowanie studentów do Legii Akademickiej wyraziły senaty akademickie trzech warszawskich uczelni: Politechniki Warszawskiej, Uniwersytetu Warszawskiego i Szkoły Głównej Gospodarstwa Wiejskiego. Oprócz Warszawy, Legie Akademickie zostały także utworzone w ośrodkach naukowych w: Lublinie, Krakowie, Poznaniu, Wilnie i Lwowie. Organizatorem i dowódcą batalionu akademickiego w Krakowie był Stanisław Miller.
11 listopada utworzono Akademicki Komitet Wykonawczy. Utworzono też Komendę Legii Akademickiej, która miała swoją siedzibę przy Al. Ujazdowskich 26. Natomiast studenci należący do Legii od 15 listopada zostali umieszczeni w koszarach przy ul. Nowowiejskiej (obecnie ten odcinek ulicy nosi nazwę Al. Wyzwolenia), skąd w niedługim czasie Legia całościowo została przeniesiona do koszar przy ul. 11 Listopada – na Pradze.
W pierwszych dniach po utworzeniu Legii Akademickiej jej członkowie pełnili służbę wartowniczą budynkach instytucji państwowych i wojskowych oraz składach i magazynach przejętych od wojsk niemieckich.
17 listopada Legia została przeorganizowana z zamiarem przydziału do 5 pułku piechoty Legionów. Organizatorem i pierwszym dowódcą tego dwubatalionowego oddziału Legii Akademickiej był por. Kazimierz Sawicki. Na dowódcę I batalionu został wyznaczony por. Roman Umiastowski (student Wydziału Humanistycznego), a II batalionu – por. Tadeusz Fiweger (student Wydziału Lekarskiego). 26 listopada mjr Zygmunt Bobrowski został wyznaczony na dowódcę pułku piechoty, który 3 grudnia 1918 roku otrzymał numer „36”.

## Lata 20. i 30. XX w.

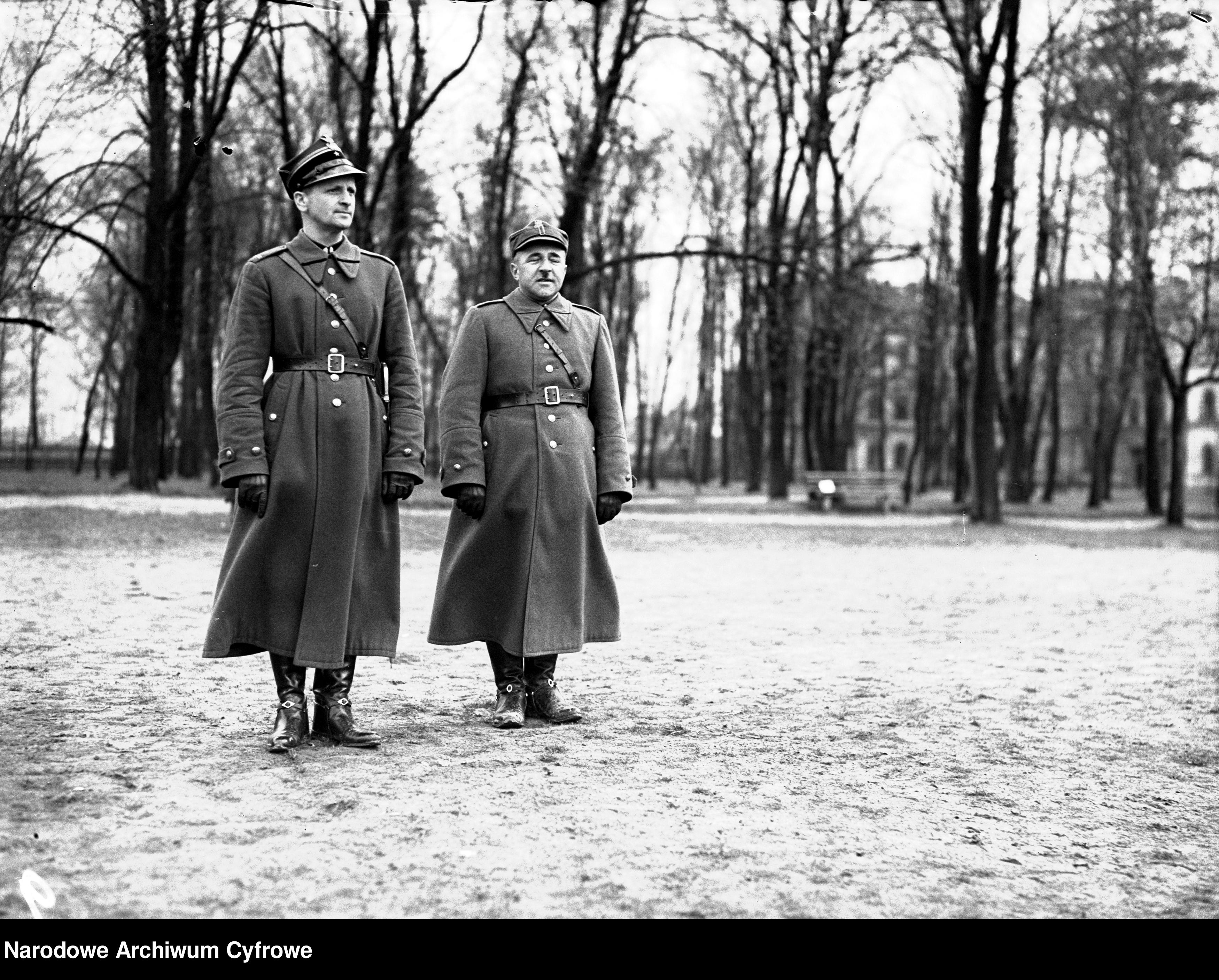
Ćwiczenia Legii Akademickiej w 1938 w Krakowie. Defiladę przyjmują mjr Jan Fryderyk Jerzy Chodorowski – komendant Legii Akademickiej w Krakowie (po lewej) i mjr art. Wilhelm Stanisław Polek – komendant Legii Akademickiej Uczelni.

Wojna polsko-bolszewicka 1920 roku zakończyła działalność Legii Akademickiej. Reaktywowano ją dopiero w 1929, lecz na krótko, bowiem do początku sierpnia 1932 roku. Działalność Legii Akademickiej została reaktywowana 29 listopada 1937 roku, w rocznicę Nocy Listopadowej. Rada Ministrów nałożyła wówczas obowiązek odbycia przysposobienia do wojskowej służby pomocniczej na mężczyzn, studentów szkół akademickich i uczniów (słuchaczy) zwyczajnych (rzeczywistych) innych szkół wyższych państwowych i prywatnych uznanych za równorzędne. Wykonanie rozporządzenia powierzone zostało Ministrowi Spraw Wojskowych. 1 września 1938 roku weszła w życie Ustawa z dnia 9 kwietnia 1938 roku o powszechnym obowiązku wojskowym. Ustawa po raz pierwszy sankcjonowała ochotniczy udział kobiet w powszechnym obowiązku wojskowym.
W tym czasie Legia Akademicka podporządkowana była bezpośrednio ministrowi spraw wojskowych. Naczelna Komenda Legii Akademickiej była organem ministra spraw wojskowych, ale podlegała mu poprzez Państwowy Urząd Wychowania Fizycznego i Przysposobienia Wojskowego. Organem wykonawczym komendanta był sztab, który jednocześnie był sztabem Warszawskiej Legii Akademickiej. W latach 1937–1939 funkcję naczelnego komendanta Legii Akademickiej pełnił płk dypl. Tadeusz Roman Tomaszewski. Działalność Legii Akademickiej polegać miała na ćwiczeniach wojskowych prowadzonych w warunkach koszarowych, wykładach w salach uniwersyteckich oraz wychowaniu fizycznym na boiskach i innych obiektach sportowych. Głównym celem było upowszechnianie wiedzy wojskowej i wychowanie w duchu szlachetnego polskiego militaryzmu jako wyrazu siły twórczej dla użycia jej w sprawach słusznych i sprawiedliwych. Początkowo przysposobieniem wojskowym objęto studentów czterech pierwszych semestrów oraz potrzebną liczbę oficerów rezerwy dla starszych lat studiów, powoływanych na stanowiska dowódców, instruktorów i referentów Legii Akademickiej.
W PRL-u jej działalność została zawieszona.

## Obecnie
Legia Akademicka została ponownie reaktywowana w Warszawie 22 maja 2000 roku przez żyjących kombatantów żołnierzy 36 Pułku Piechoty Legii Akademickiej, sympatyków LA oraz przy współpracy z Zarządem głównym Niezależnego Zrzeszenia Studentów. Został przeprowadzony eksperyment przy współpracy z Ministerstwem Obrony Narodowej oraz studentami z Niezależnego Zrzeszenia Studentów uczących się na Wydziale Politologii Uniwersytetu Szczecińskiego. Od dłuższego czasu LA działa na terenie Lublina między innymi jako stowarzyszenie proobronne posiadające swoje oddziały terenowe na UMCS i na Podkarpaciu. Odrębnym podmiotem jest działająca od 26 marca 2004 roku Legia Akademicka KUL, która działa do dziś organizując szereg szkoleń. W lutym 2013 roku reaktywowano także Krakowską Legię Akademicką, która zrzesza studentów, absolwentów i pracowników całego krakowskiego ośrodka akademickiego.

## Program ochotniczego szkolenia wojskowego studentów MON – Legia Akademicka

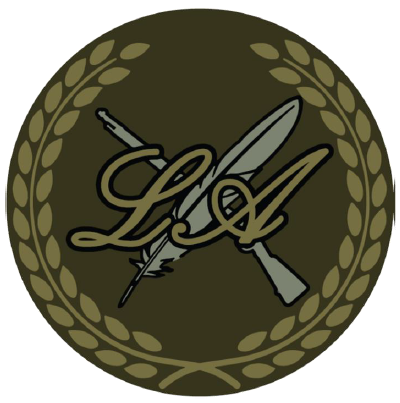
Oznaka specjalna "Legia Akademicka" (wzór 2022)

W lipcu 2017 decyzją ministra obrony narodowej, Antoniego Macierewicza rozpoczęto pilotażowy program ochotniczego szkolenia studentów „Legia Akademicka”.
Na cykl szkoleń składały się:
- 30-godzinny kurs teoretyczny, realizowany na uczelniach i zakończony egzaminem,
- 3-tygodniowe poligonowe szkolenie unitarne zakończone egzaminem i przysięgą, realizowane podczas przerwy wakacyjnej,
- 3-tygodniowe szkolenie podoficerskie, zakończone egzaminem i mianowaniem na stopień kaprala rezerwy.

Do programu przystąpiły 54 uczelnie cywilne, państwowe i prywatne oraz 5 uczelni wojskowych. W roku akademickim 2017/18 kurs ukończyło ponad 3 tysiące kadetów.
Forma Legii Akademickiej ciągle ewoluuje. W 2024 roku (VII edycja) na program składają się 3 bloki:
- szkolenie podstawowe - które może być w formie Dobrowolnej Zasadniczej Służby Wojskowej, szkolenia podstawowego WOT lub innego, kończącego się przysięgą wojskową
- moduł podoficerski - część teoretyczna realizowana w wybranych uczelniach wyższych (15 godzin) i część praktyczna jako 3-tygodniowe szkolenie praktyczne, zakończone egzaminem podoficerskim i mianowaniem na stopień kaprala rezerwy
- moduł oficerski - realizowany w akademiach wojskowych jako szkolenie 62-dniowe, zakończone egzaminem oficerskim i mianowaniem na stopień podporucznika rezerwy.

Możliwe jest też uczestniczenie w dodatkowych szkoleniach specjalizacyjnych.
Warunkiem dopuszczenia do poszczególnych modułów programu LA jest posiadanie statusu studenta dowolnej szkoły wyższej lub absolwenta, jeżeli studia zostały ukończone podczas programu. Natomiast warunkiem przystąpienia do dalszych modułów nie jest uczestnictwo w etapach wcześniejszych. Dzięki temu np. kapral rezerwy, który uzyskał swój stopień inaczej niż w programie LA, też może wziąć udział w rekrutacji do modułu oficerskiego.

## Legia Akademicka im. gen. bryg. Karola Ziemskiego ps. „Wachnowski” (stowarzyszenie, Lublin)
Legia Akademicka im. gen. bryg. Karola Ziemskiego ps. „Wachnowski” – stowarzyszenie proobronne, działające od 2013 roku na terenie województwa lubelskiego oraz podkarpackiego. Jest kontynuatorem tradycji ruchu ochotniczego szkolenia studentów Legia Akademicka oraz 36 Pułku Piechoty Legii Akademickiej. Organizacja zrzesza uczniów klas mundurowych, studentów, żołnierzy służby czynnej i rezerwy, ale również inne osoby, zainteresowane rozwijaniem swoich umiejętności. Kadrę instruktorską stowarzyszenia tworzą żołnierze służby czynnej, ratownicy medyczni, instruktorzy strzelectwa.
Oddziały terenowe Stowarzyszenia Legia Akademicka:
- oddział terenowy UMCS
- oddział terenowy XIV Liceum Ogólnokształcące im. Zbigniewa Herberta w Lublinie
- oddział terenowy Podkarpacie
- oddział terenowy Kompania Reprezentacyjna
- oddział terenowy Grupa Poszukiwawczo Ratownicza Legii Akademickiej.

Legia Akademicka skupia się na działalności szkoleniowej, realizuje także przedsięwzięcia charytatywne (zbiórki żywności dla Polonii na Ukrainie) oraz edukacyjne w zakresie postaw patriotyczno-obywatelskich. Współpracuje z Biurem do Spraw Proobronnych MON. Jest uczestnikiem programu „Paszport do współpracy pododdziałów organizacji proobronnych z jednostkami wojskowymi Sił Zbrojnych RP”, tzw. „Paszport 2018” oraz innymi instytucjami zajmującymi się bezpieczeństwem państwa (m.in. Obrona Cywilna).
Legia Akademicka podejmuje działania na rzecz obronności państwa. Aktywnie wspiera różne inicjatywy poprzez zabezpieczenie porządkowe, medyczne czy też logistyczne.
Wśród nich można wyróżnić m.in. zabezpieczenia przedsięwzięć społeczności studenckich czy samorządów, uroczystości o charakterze religijnym oraz kulturalnym.
Główne cykliczne działania własne oraz współorganizowane to:
- kurs unitarny
- kurs lekkiej piechoty
- kurs młodszych dowódców
- kurs ratownictwa pola walki
- kurs samoobrony dla studentek „Bezpieczna Studentka” (realizowane przy współpracy z samorządem studenckim)
- Ekstremalna Droga Krzyżowa (Lublin – Wąwolnica, zabezpieczenie przedmedyczne tras)
- Zbiórki żywności (wraz ze stowarzyszeniem Pierwsza Szansa).

Do kluczowych szkoleń LA należą przedsięwzięcia realizowane w jednostkach Wojska Polskiego i prowadzone przez wojskowych instruktorów, np. w Centrum Szkolenia Sił Powietrznych im. Romualda Traugutta w Koszalinie oraz 2 Lubelskiej Brygadzie Obrony Terytorialne im. Hieronima Dekutowskiego, ps. „Zapora”.
Jednym z największych wyzwań postawionych przed stowarzyszeniem było wsparcie zabezpieczenia Światowych Dni Młodzieży 2016 – zarówno na Lubelszczyźnie (Legia Akademicka została zaproszona do uczestnictwa w powołanym przez Wojewodę zespole opiniodawczo-konsultacyjnym ds. bezpieczeństwa osób przebywających na terenie województwa lubelskiego podczas Światowych dni Młodzieży), jak i obchodów centralnych w Krakowie (zabezpieczenie obozowiska dla ~2000 osób, oraz zabezpieczenia w czasie uroczystości na Błoniach oraz w Brzegach).
Na początku 2018 roku zainaugurowano program pilotażowego programu ochotniczego szkolenia studentów pt. „Legia Akademicka”. Instruktorzy stowarzyszenia Legia Akademicka (będący jednocześnie żołnierzami służby czynnej) w ramach realizacji programu na Uniwersytecie Marii Curie-Skłodowskiej w Lublinie prowadzą zajęcia teoretyczne.

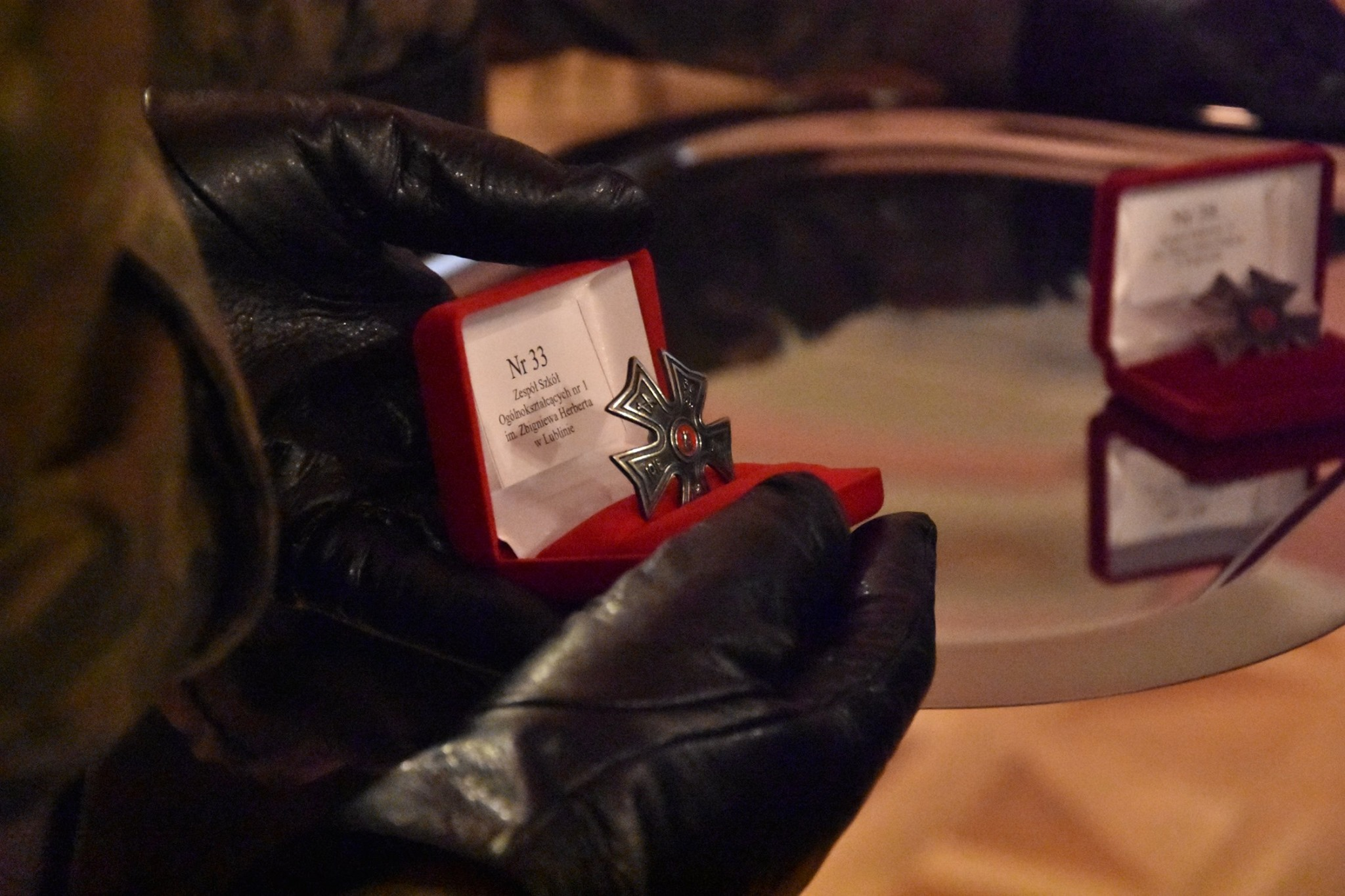
Odznaka pamiątkowa stowarzyszenia w momencie nadawania jej XIV Liceum Ogólnokształcącemu w Lublinie

W poczuciu obowiązku należytego kultywowania chlubnych tradycji chwały bojowej 36 Pułku Piechoty Legii Akademickiej oraz uczczenia pamięci gen. bryg. Karola Ziemskiego, współtwórcy 36 pp Legii Akademickiej, z dniem 1 grudnia 2019 roku, Zarząd Stowarzyszenia podjął decyzję o ustanowieniu Odznaki Pamiątkowej Legii Akademickiej.
Rok 2020 rozpoczął się organizacją „Wieczoru Pamięci im. Generała Karola Ziemskiego” podczas którego odbyła się ceremonia nadania imienia patrona gen. Karola Ziemskiego stowarzyszeniu Legia Akademicka. Aktu nadania imienia dokonało Towarzystwo Edukacji Patriotycznej w Nasutowie, będące strażnikiem pamięci i dobrego imienia tego bohatera dwóch wojen, współtwórcy i dowódcy przedwojennej Legii Akademickiej oraz dowódcy obrony Starego Miasta podczas Powstania Warszawskiego. Prezes stowarzyszenia Legia Akademicka odebrał Medal „Pro Patria”, przyznany stowarzyszeniu przez szefa Urzędu ds. Kombatantów i Osób Represjonowanych, „w uznaniu szczególnych zasług w kultywowaniu pamięci o walce o niepodległość ojczyzny”.

## Legia Akademicka KUL
Legia Akademicka KUL jest stowarzyszeniem studenckim powstałym na Katolickim Uniwersytecie Lubelskim we współpracy ze Studium Przysposobienia Obronnego KUL. Organizacja jest otwarta również na studentów innych lubelskich uczelni. Cele stowarzyszenia to:
- Aktywne działania w zakresie umacniania niepodległości Rzeczypospolitej Polskiej
- Propagowanie obywatelskiego wychowania opartego na wartościach chrześcijańskich oraz patriotycznych
- Przygotowywanie do służby wojskowej i obrony cywilnej
- Podnoszenie poziomu sprawności fizycznej.

Głównym nurtem działalności LA KUL są szkolenia typu wojskowego prowadzone przez różne podmioty.
Największym szkoleniem zorganizowanym dotychczas było Zgrupowanie Szkoleniowe Grup Wsparcia Obrony Terytorialnej w którym wzięło udział około 120 osób z różnych organizacji pro-obronnych. Szkolenie miało na celu przygotowanie różnych organizacji do współpracy w sytuacjach kryzysowych.
Oprócz działalności szkoleniowej LA KUL zajmuje się wspieraniem służb mundurowych w sytuacjach kryzysowych. Ponadto Legia Akademicka KUL jest zaangażowana w życie studenckie KUL-u, biorąc udział w dniach kultury studenckiej, dniach otwartych uczelni oraz pełniąc wartę honorową w czasie uroczystości uczelnianych. Istotnym elementem działalności stowarzyszenia jest działalność dydaktyczna mająca na celu pokazanie młodzieży licealnej jak ważnym obowiązkiem jest obowiązek odpowiedzialności za bezpieczeństwo państwa polskiego.

## Legia Akademicka Warszawa
Legia Akademicka Warszawa jest studencką organizacją proobronną mającą za naczelny cel przekazanie studentom warszawskich uczelni wiedzy i umiejętności z zakresu szeroko pojętej wojskowości, obronności i bezpieczeństwa narodowego. Za cel ma także kształtowanie charakterów oraz krzewienie postaw obywatelskich i patriotycznych.
Swoje cele realizuje przede wszystkim poprzez praktyczne szkolenia i zajęcia oraz wyrabianie dyscypliny i poczucia obowiązku, a także odpowiedzialności. Te z kolei obejmują zarówno przyswojenie sobie przez członków wojskowego obycia i metod obsługi sprzętu eksploatowanego przez Siły Zbrojne Rzeczypospolitej Polskiej, jak również poprzez regularny rozwój fizyczny i sprawnościowy. W programie ćwiczeń Legii Akademickiej Warszawa są:
- trening musztry indywidualnej i zespołowej;
- ćwiczenia z zakresu zielonej i czarnej taktyki (teren niezabudowany i miejski);
- zapoznawanie członków z umundurowaniem i wyposażeniem będącym na stanie współczesnego Wojska Polskiego;
- przekazywanie wiedzy z podstaw survivalu i radzenia sobie w trudnych warunkach;
- nauka obsługi sprzętu używanego obecnie w Wojsku Polskim (sprzęt polowy, łączności, bronioznawstwo etc.);
- nauka podstaw pierwszej pomocy;
- trening samoobrony i walki wręcz;
- wykłady z wiedzy teoretycznej dotyczącej wojskowości i obronności;
- regularny trening fizyczny.

Działalność Legii Akademickiej Warszawa oparta jest również na kontaktach z Wojskiem Polskim i resortem obrony RP. Legia organizuje wyjścia do jednostek wojskowych, zaprasza na swoje spotkania również wojskowych i pracowników resoru obrony. Chce zapoznać i oswoić studentów z mundurową częścią naszej rzeczywistości.

## Krakowska Legia Akademicka
Reaktywowana na początku 2013 roku, jako inicjatywa oddolna przez samych studentów, jest stowarzyszeniem o nieco odmiennym charakterze niż pozostałe Legie Akademickie. Jej struktury składają się z trzech pionów: naukowego, sportowego i paramilitarnego. Pion naukowy to sekcje (koła) naukowe, które zajmują się różnymi dziedzinami nauki związanymi z wojną. Pion sportowy służy do rozwijania kondycji fizycznej członków. Jednostka paramilitarna poświęcona jest szkoleniom wojskowym.
Statutowe cele KLA to:
- poszerzanie wiedzy członków
- przygotowywanie członków do sytuacji kryzysowych
- zdobywanie przez członków nowych umiejętności praktycznych
- kształtowanie charakterów i praca nad własnymi słabościami
- promocja działalności obronnej i patriotyzmu
- obrona terytorialna Krakowa w sytuacjach zagrożenia.

Do najczęstszych rodzajów aktywności KLA należą: kursy strzeleckie i taktyczne w jednostce paramilitarnej, gry terenowe, obozy wakacyjne, wydarzenia kulturalne, spotkania z interesującymi członków KLA ludźmi, kursy różnych umiejętności praktycznych jak pływania, jazdy konnej, skoków spadochronowych itp., szkolenia biznesowe, sparingi sportowe, uczestnictwo w konferencjach związanych z tematem wojny, ale przede wszystkim przygotowania do przyszłej konfrontacji zbrojnej w obronie Krakowa i jego mieszkańców. Działalność KLA opiera się na pracy społecznej członków.
Sekcje naukowe KLA w roku akademickim 2013/14 są następujące: broni, balistyki i przemysłu zbrojeniowego; cyberwojny, wywiadu i terroryzmu; dziennikarstwa i dokumentacji wojen; ekonomiki wojennej; geopolityki, geostrategii i geografii wojennej; historii i kultury wojennej; kryminologii i zarządzania kryzysowego; symulacji i gier strategicznych.
Sekcje sportowe KLA zaś to sekcje: jeździectwa, sportów motorowych i wodnych; sportów walki; sportów zespołowych; strzelectwa i sportów taktycznych; wspinaczki, narciarstwa i turystyki górskiej.
Szkoleniowa jednostka paramilitarna KLA (1 pluton KLA „Wisła”) składa się z różnego typu jednostek szkolących w swych specjalnościach: sekcja strzelców wyborowych, sekcja logistyczna, sekcja medyczna, drużyna szturmowa, drużyna spadochronowa, drużyna dywersyjna.
Sekcje naukowe i sportowe rozwijają się pod kierunkiem opiekuna naukowego KLA – członka o najwyższym stopniu naukowym i stażu w KLA. Jednostką paramilitarną dowodzi członek o najwyższym stopniu wojskowym.